# CES-Funktion
Als CES-Funktion (kurz für englisch constant elasticity of substitution – „konstante Substitutionselastizität“) bezeichnet man in der Volkswirtschaftslehre eine Klasse von Funktionen, die sich dadurch auszeichnen, dass sie an jeder Stelle ihres Definitionsbereiches dieselbe Substitutionselastizität aufweisen. Diese Eigenschaft ist in einer Vielzahl von ökonomischen Anwendungen – sei es im mikro- oder im makroökonomischen Bereich – vorteilhaft. Für bestimmte Parameterkonstellationen gehen aus der allgemeinen CES-Funktion überdies spezielle Funktionsklassen hervor, die ebenfalls weitläufig Gebrauch finden.
In der wissenschaftlichen Praxis finden CES-Funktionen unter anderem als Nachfragefunktionen (CES-Nachfragefunktion), Nutzenfunktionen (CES-Nutzenfunktion) und Produktionsfunktion (CES-Produktionsfunktion) Verwendung.

## Definition
Als CES-Funktion bezeichnet man allgemein eine Funktion
{\displaystyle z=\beta \cdot \left[\alpha _{1}x_{1}^{-\rho }+\alpha _{2}x_{2}^{-\rho }+\dotsb +\alpha _{n}x_{n}^{-\rho }\right]^{-\gamma /\rho }}
mit {\displaystyle \beta ,\gamma >0}; {\displaystyle x_{i}>0} und {\displaystyle \alpha _{i}>0} für alle {\displaystyle i=1,\dotsc ,n} sowie {\displaystyle \rho \neq 0}.
Dabei ist (aus noch zu erläuternden Gründen) {\displaystyle \gamma } der Homogenitätsgrad. Fast immer setzt man {\displaystyle \beta =1} und in der Regel auch {\displaystyle \gamma =1}.
Unterschiedliche Verwendungszwecke
Nutzt man die Funktion als Produktionsfunktion, bezeichnet man sie regelmäßig mit {\displaystyle y} (statt {\displaystyle z}), um auszudrücken, dass sie die produzierte Menge eines Gutes anzeigt. Die {\displaystyle x_{i}} stehen dann für die Menge des eingesetzten Inputfaktors {\displaystyle i}, wobei es eben {\displaystyle n} Inputfaktoren gibt. Häufig verwendet wird so beispielsweise die Zwei-Faktoren-CES-Produktionsfunktion {\displaystyle y=\left[\alpha _{1}K^{-\rho }+\alpha _{2}L^{-\rho }\right]^{-1/\rho }} (bisweilen auch mit der Vorgabe {\displaystyle \alpha _{1}+\alpha _{2}=1}), wobei {\displaystyle K} für den Kapital- und {\displaystyle L} für den Arbeitseinsatz steht; in einer von Robert Solow im Feld der Wachstumstheorie eingeführten Version ist {\displaystyle y=(\alpha K^{\rho }+L^{\rho })^{1/\rho }}.
Bei der Verwendung als Nutzenfunktion (in der Regel {\displaystyle u}) bezeichnet {\displaystyle x_{i}} die Menge des konsumierten Gutes {\displaystyle i}.

## Eigenschaften
Es lässt sich zeigen, dass die CES-Funktion im definierten Sinne homogen vom Grade {\displaystyle \gamma } ist. Weiterhin ist sie für {\displaystyle \rho \leq -1} quasikonvex, für {\displaystyle \rho \geq -1} quasikonkav. Für {\displaystyle 0<\gamma \leq 1} und zugleich {\displaystyle \rho \geq -1} ist sie überdies konkav und für {\displaystyle 0<\gamma <1}, {\displaystyle \rho >-1} sogar strikt konkav.

## Spezialfälle
Es kann gezeigt werden, dass die CES-Funktion für {\displaystyle \rho \rightarrow 0} in eine Funktion vom Cobb-Douglas-Typ (mit Substitutionselastizität {\displaystyle \sigma =1}) und für {\displaystyle \rho \rightarrow \infty } in eine Leontief-Funktion ({\displaystyle \sigma =0}) übergeht.
Spezifische Parameterkonstellationen erlauben weitere Präzisierungen. So ist beispielsweise {\displaystyle z=\left[\alpha _{1}x_{1}^{-\rho }+\dotsb +\alpha _{n}x_{n}^{-\rho }\right]^{-1/\rho }} mit {\displaystyle \alpha _{1}+\dotsb +\alpha _{n}=1} vom CES-Typ mit Substitutionselastizität {\displaystyle \sigma =1/(1+\rho )}. Für {\displaystyle \rho \rightarrow 0} konvergiert {\displaystyle \sigma \rightarrow 1} und {\displaystyle z} reduziert sich zur linear-homogenen Cobb-Douglas-Funktion {\displaystyle z=x_{1}^{\alpha _{1}}\dotsm x_{n}^{\alpha _{n}}}. Für {\displaystyle \rho \rightarrow \infty } folgt wiederum {\displaystyle \sigma \rightarrow 0} und es ergibt sich im Grenzwert die Leontief-Funktion {\displaystyle z=\min\{x_{1},\dotsc ,x_{n}\}}.